# Le Groupe (série télévisée)
Pour les articles homonymes, voir Le Groupe.
Le Groupe est une série télévisée française en 68 épisodes de 26 minutes, créée par Jean-Luc Azoulay et Bénédicte Laplace, réalisée par Jean Sagols, Pat Le Guen-Ténot, Emmanuel Fonlladosa, Fred Béraud-Dufour, Annick Croisette, Jean-Pierre Spiero et diffusée du 27 août 2001 au 3 avril 2002 sur France 2. Elle a été rediffusée sur la chaîne IDF1. Elle est également disponible en intégralité sur la chaîne YouTube Génération Sitcoms depuis le 22 octobre 2021.
La série est aussi diffusée en même temps que d'autres sitcoms AB sur la chaîne " Génération Sitcoms "  sur la plateforme gratuite Pluto TV .

## Synopsis
Cette série met en scène les mésaventures d'un groupe d'étudiants.
Trois étudiantes en lettres, Sandra, Géraldine et Barbara, partagent un loft. Elles rencontrent trois jeunes, Julien, Fred et Jérémy, étudiants en économie, avec qui elles fondent un groupe de musique. Entre amour et amitié, les relations entre filles et garçons ne sont pas toujours faciles…

## Distribution

### Acteurs principaux
- Géraldine Lapalus : Géraldine
- Barbara Cabrita : Barbara Teixeira
- Sandra Lou (sous son nom de naissance Sandra Bretones) : Sandra Girard
- Jérémy Michalak (sous le nom de Jeremaïe) : Jérémy Chamère
- Frank Geney : Fred Chapuis
- Julien Zuccolin : Julien

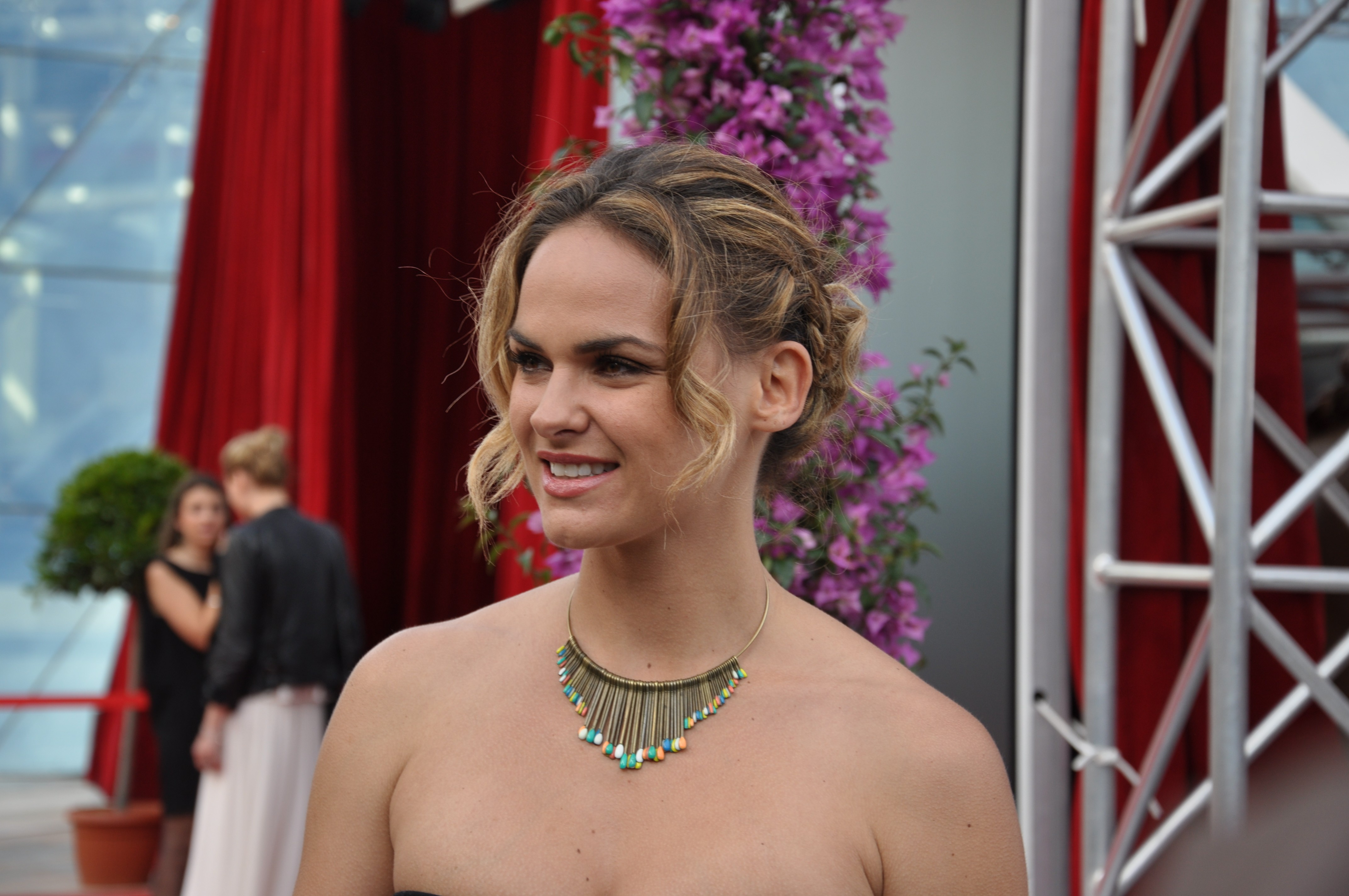
Géraldine Lapalus
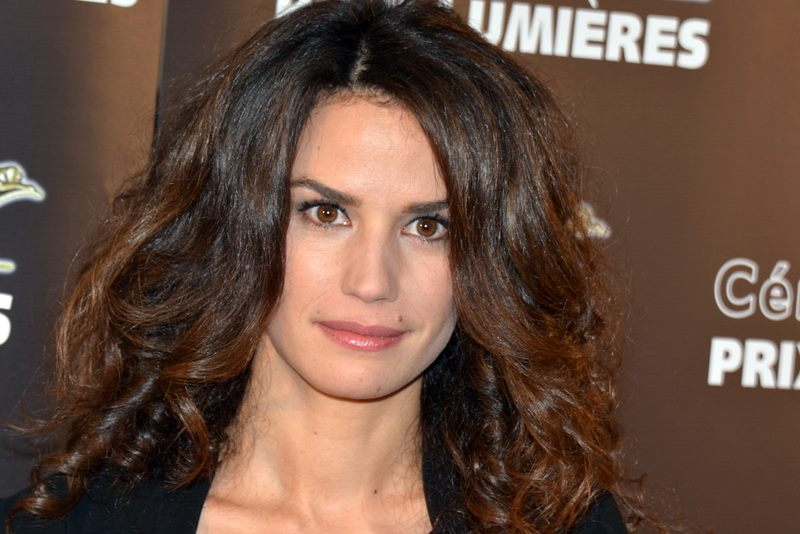
Barbara Cabrita
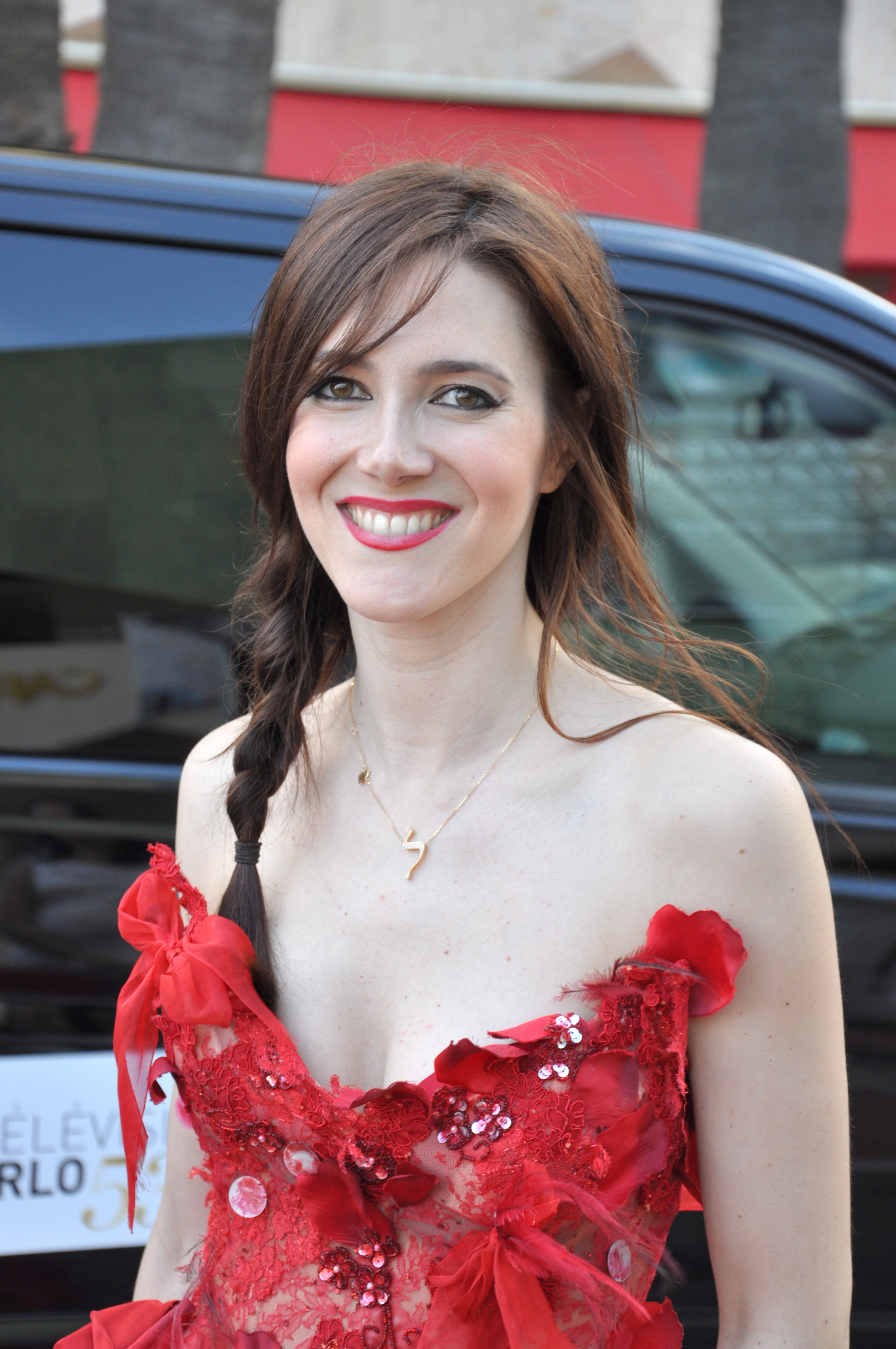
Sandra Lou

### Rôles secondaires
- Davy Sardou : Davy
- Frédérique Le Calvez : Daphné
- Stan Leroy : John
- Sébastien Girard : Sébastien

### Petites apparitions
- Éric Périsse : Benoît
- Marine Sartoretti : Marie-Laure
- Thibaud Houdinière : Cédric
- Frédérique Bel : Faustine, la voisine
- Sophie Feracci : Marie-Jo
- Audrey Sarrat : Aurélie
- Rebecca Miquel : Rebecca
- Yaëlle Trulès : Marie
- Agnès Juillard : Manon
- Anasia Noaille : Karen
- Vincent Latorre : un étudiant / Guillaume / Vincent
- Boris Vigneron : Alex
- Carol Styczen : Junior
- Maxime Dalle : Thomas Favio
- Stan Leroy : John
- Benoit Solès : Peter Denver
- Patrick Peguin : Patrick
- Paula Jane Ulrich : Dolly
- Frédéric Sahren : Guillaume Grenier
- Xavier Mounier : Xavier
- Mickael Collart : Mathieu Romagnac
- Damien Degont : Romain
- Ingrid Rouif
- Anthony Dupray : Dimitri
- Lakshan Abenayake : Rani
- Laurence Hertzog : Laurence
- Bob : l'animateur TV
- Lamaka Opa: prof de sport
- Benjamin Bove
- Sandrine Guisier: Delphine
- Julien Bravo
- Romain Cabon
- Anne Sollene
- Pauline Le Jannou
- Stanislas Cardy
- Stéphane Plaza : un livreur de fleurs (épisode 27 : Une nouvelle époque)

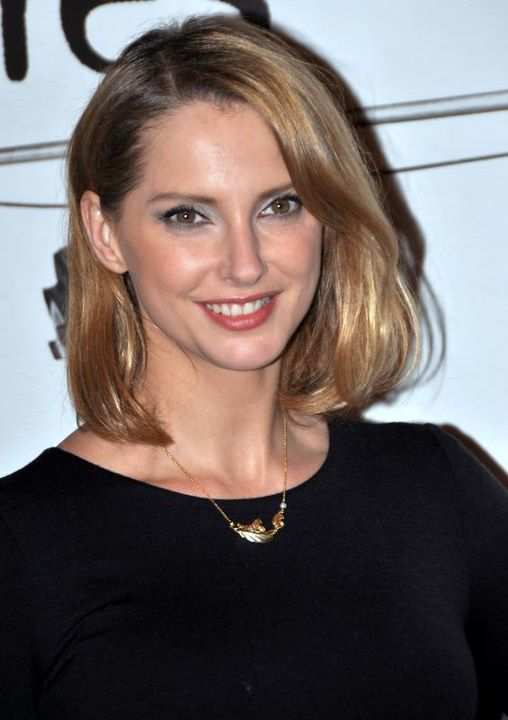
Frédérique Bel
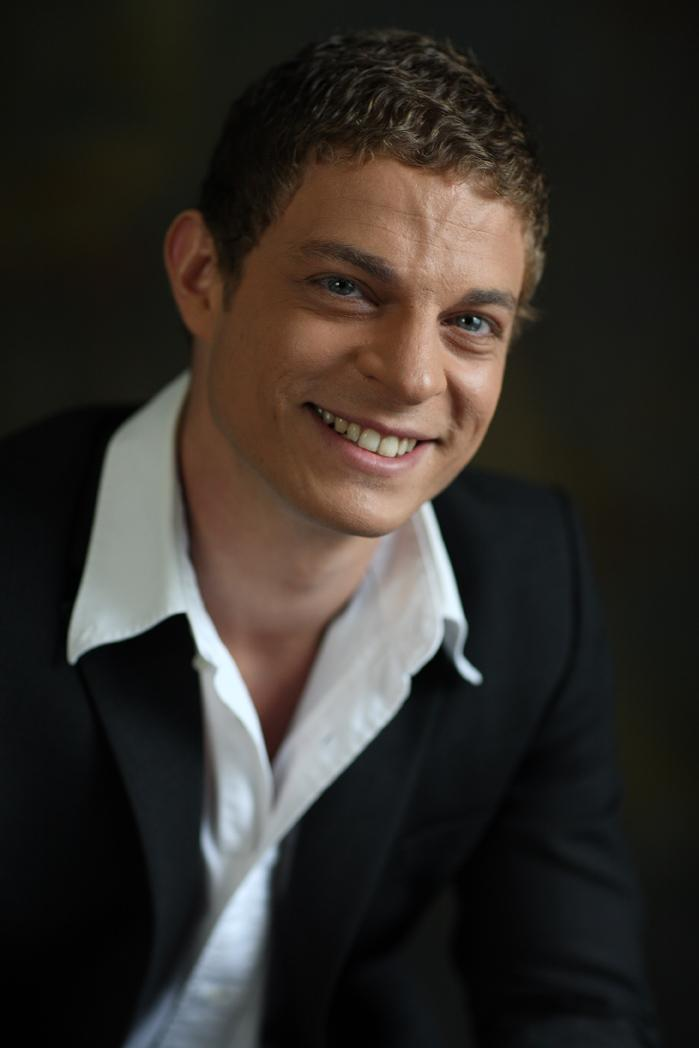
Vincent Latorre
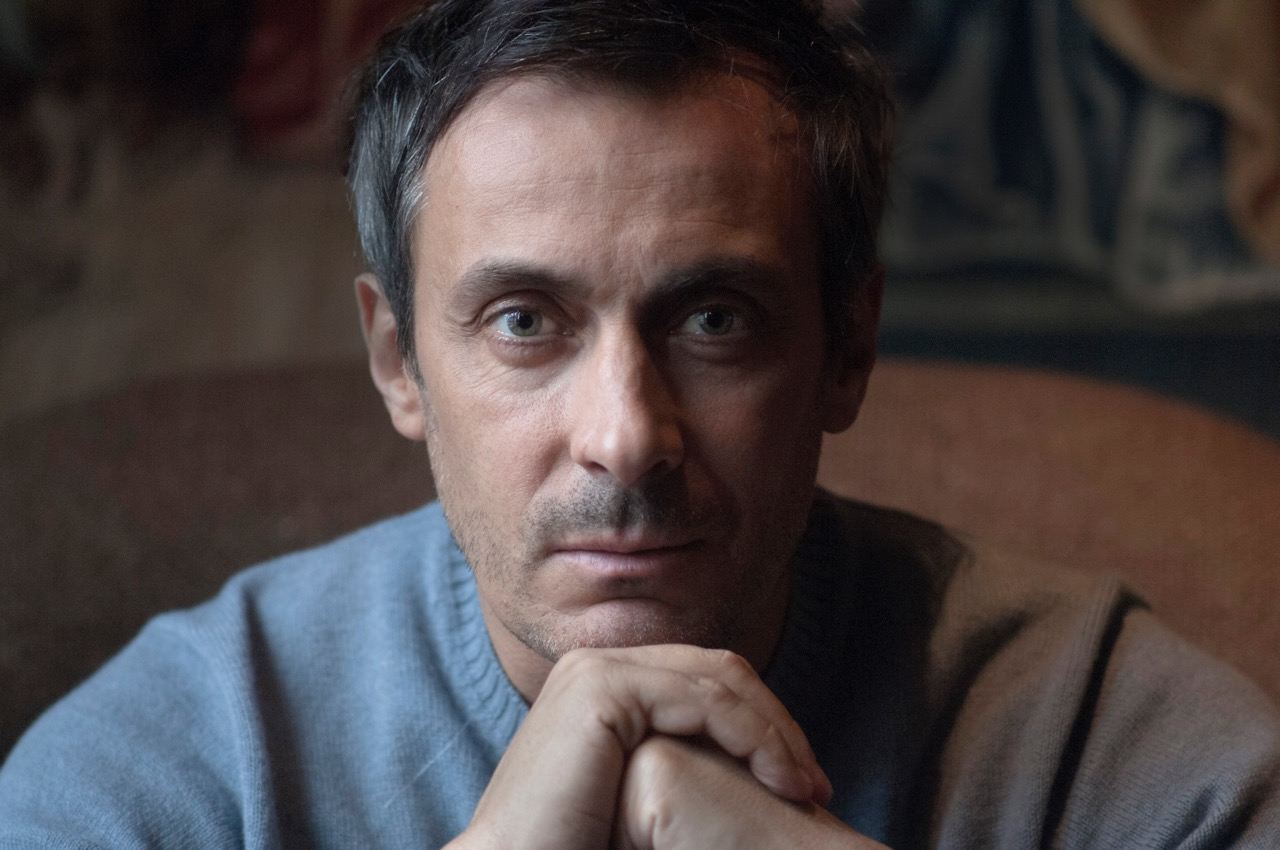
Benoit Solès

## Épisodes
1. Victor Hugo
2. Deux pour une
3. Le partage
4. Nid d'amour
5. Cheval de Troie
6. Benoît
7. Joyeux anniversaire
8. Ça suffit
9. Le cousin
10. Prémonitions
11. Tentation
12. Conspiration
13. Vendredi 13
14. Avalanche
15. Sport time
16. Programme d'entretien
17. Statistiquement parfait
18. Régime sec
19. Une nuit de rêve
20. Maladie imaginaire
21. Charivari
22. Statistiquement parfaite
23. Le prix d'amour
24. L'intérim
25. La cousine
26. Roméo est Juliette
27. Une nouvelle époque
28. Retour en fanfare
29. Changements
30. Webcam, etc.
31. Nouvelle vie
32. Déminage
33. Corrida
34. M comme maudit
35. Histoire de placard
36. Photo star
37. Moto
38. Au feu
39. Voyance
40. Court métrage
41. Paternité
42. Souvenirs venir
43. Différent
44. Indifférent
45. Trouvailles
46. Retrouvailles
47. Halloween
48. Allons enfants
49. De la fratrie
50. Le jour de gloire est arrivé…
51. Coup de foudre
52. C'est reparti
53. On avance
54. Coups bas
55. Valeurs
56. Volte-face
57. Bugs
58. Amour
59. Soupirs
60. Mémoires
61. Comme avant
62. Comparaison immédiate
63. Sorcellerie- 1re partie
64. Sorcellerie- 2e partie
65. Dans le doute
66. Le bisou de Sandra
67. Maharadjah
68. À suivre

## Commentaires
En 2010, Sandra Lou, Julien Zuccolin, Frank Geney, Barbara Cabrita et Jérémy Michalak portent plainte contre JLA Productions qui ne leur a jamais versé les droits des rediffusions depuis 2001 alors que la série est régulièrement rediffusée, depuis 2003, sur AB1, France 4, France 2, IDF1 et NRJ 12, aussi bien en France qu'à l'étranger. Ainsi, ils réclament donc le paiement rétroactif des droits de rediffusions.